# IAAF Super Grand Prix
Le Super grand prix IAAF (ou IAAF Super grand prix) est une compétition annuelle d'athlétisme organisée par l'IAAF et regroupant cinq meetings en 2008. Ces différents meetings sont classés par la fédération internationale d'athlétisme en deuxième catégorie, derrière ceux de la Golden League, mais devant ceux de l'IAAF Grand prix. Ces compétitions sont intégrées dans le calendrier du Tour mondial d'athlétisme (World Athletics Tour), et permettent aux athlètes de remporter des points en fonction des performances réalisées. 

## Meetings du Super grand prix IAAF en 2008
- Qatar IAAF World Super Tour, Doha, Qatar
- Athletissima, Lausanne, Suisse
- Meeting Herculis, Monaco
- Aviva London Grand Prix, Londres, Grande-Bretagne
- DN Galan, Stockholm, Suède